# Horlești (gmina Rediu)
Horlești – wieś w Rumunii, w okręgu Jassy, w gminie Rediu. W 2011 roku liczyła 1078 mieszkańców.